# Monanthes silophylla
Monanthes silophylla är en fetbladsväxtart som beskrevs av David Bramwell och Rowley. Monanthes silophylla ingår i släktet Monanthes och familjen fetbladsväxter. Inga underarter finns listade i Catalogue of Life.